# 2020–2021-es UEFA Nemzetek Ligája (B liga)
A 2020–2021-es UEFA Nemzetek Ligájának B ligája az UEFA Nemzetek Ligája 2020–2021-es kiírásának második divíziója.

## Lebonyolítás
Az első kiírás után az UEFA megváltoztatta a formátumot, a B liga létszámát 12-ről 16-ra növelte. A B ligában a 2020–2021-es UEFA Nemzetek Ligája kiemelési rangsorának 17–32. helyezettjei vettek részt, négy csoportra osztva. A csoportokban a csapatok oda-visszavágós körmérkőzéses rendszerben összesen hat mérkőzést játszottak, 2020 szeptemberében, októberben és novemberben is 2–2 játéknapon. A csoportok győztesei feljutottak a 2022–2023-as UEFA Nemzetek Ligájának A ligájába, a negyedik helyezett csapatok kiestek a 2022–2023-as UEFA Nemzetek Ligájának C ligájába.

## Csapatok

### Változások
A 2018–2019-es kiírás utáni változások:
| Feljutott a C ligából                                        | Feljutott a C ligából                                                   |
| ------------------------------------------------------------ | ----------------------------------------------------------------------- |
| Csoportgyőztesek: - Finnország - Norvégia - Skócia - Szerbia | A formátum változása után: - Bulgária - Magyarország - Izrael - Románia |

| Feljutott az A ligából                               |
| ---------------------------------------------------- |
| - Bosznia-Hercegovina - Dánia - Svédország - Ukrajna |

Az alábbi változások érintették a B ligát, de a formátum megváltoztatása után egyik csapat sem esett ki:
| Eredetileg kiesett az A ligából                       |
| ----------------------------------------------------- |
| - Horvátország - Németország - Izland - Lengyelország |

| Eredetileg kiesett a C ligába                         |
| ----------------------------------------------------- |
| - Észak-Írország - Írország - Szlovákia - Törökország |

### Kiemelés
A kiemelés a 2020–2021-es UEFA Nemzetek Ligája kiemelési rangsorának megfelelően a 2018–2019-es UEFA Nemzetek Ligája összesített rangsora alapján történt, kisebb módosítással: az eredetileg kiesett csapatok alacsonyabb besorolást kaptak a feljutó csapatoknál. A kiemelést 2019. december 4-én tették közzé.
| Csapat      | Hely. |
| ----------- | ----- |
| Oroszország | 17.   |
| Ausztria    | 18.   |
| Wales       | 19.   |
| Csehország  | 20.   |

| Csapat     | Hely. |
| ---------- | ----- |
| Skócia     | 21.   |
| Norvégia   | 22.   |
| Szerbia    | 23.   |
| Finnország | 24.   |

| Csapat         | Hely. |
| -------------- | ----- |
| Szlovákia      | 25.   |
| Törökország    | 26.   |
| Írország       | 27.   |
| Észak-Írország | 28.   |

| Csapat       | Hely. |
| ------------ | ----- |
| Bulgária     | 29.   |
| Izrael       | 30.   |
| Magyarország | 31.   |
| Románia      | 32.   |

A csoportok sorsolását 2020. március 3-án közép-európai idő szerint 18 órától tartották Amszterdamban. Mindegyik csoportba mindegyik kalapból egy csapat került.

## Csoportok
A menetrendet az UEFA a sorsolást követően, 2020. március 3-án tette közzé. 2020. június 17-én az UEFA az októberi és novemberi mérkőzésnapokat korrigálta, az Európa-bajnoki pótselejtezők miatt. Az új menetrendet 2020. június 26-án tették közzé.

### 1. csoport
| Hely. | Csapat         | M | Gy | D | V | G+ | G– | Gk | P  | Feljutás vagy kiesés  |     | Ausztria | Norvégia | Románia | Észak-Írország |
| ----- | -------------- | - | -- | - | - | -- | -- | -- | -- | --------------------- | --- | -------- | -------- | ------- | -------------- |
| 1.    | Ausztria       | 6 | 4  | 1 | 1 | 9  | 6  | +3 | 13 | Feljutott az A ligába |     | —        | 1–1      | 2–3     | 2–1            |
| 2.    | Norvégia       | 6 | 3  | 1 | 2 | 12 | 7  | +5 | 10 |                       |     | 1–2      | —        | 4–0     | 1–0            |
| 3.    | Románia        | 6 | 2  | 2 | 2 | 8  | 9  | −1 | 8  |                       | 0–1 | 3–0      | —        | 1–1     |                |
| 4.    | Észak-Írország | 6 | 0  | 2 | 4 | 4  | 11 | −7 | 2  | Kiesett a C ligába    |     | 0–1      | 1–5      | 1–1     | —              |

1. ↑  A Románia–Norvégia mérkőzést törölték és Románia 3–0 arányú megállapított eredménnyel nyerte, miután Norvégiának a csapatban talált koronavírusos eset miatt a norvég hatóságok megtiltották az utazást Romániába.

| 2020. szeptember 4. 20:45 |

| Norvégia    | 1–2               | Ausztria                                |
| ----------- | ----------------- | --------------------------------------- |
| Haaland 66' | (0–1) Jegyzőkönyv | Gregoritsch 35' Sabitzer 54' (11-esből) |

| Ullevaal Stadion, Oslo Játékvezető: Mattias Gestranius (finn) |

| 2020. szeptember 4. 20:45 (21:45 UTC+3) |

| Románia    | 1–1               | Észak-Írország |
| ---------- | ----------------- | -------------- |
| Puşcaş 25' | (1–0) Jegyzőkönyv | Whyte 86'      |

| Nemzeti Stadion, Bukarest Játékvezető: François Letexier (francia) |

| 2020. szeptember 7. 20:45 |

| Ausztria                    | 2–3               | Románia                         |
| --------------------------- | ----------------- | ------------------------------- |
| Baumgartner 17' Onisiwo 81' | (1–1) Jegyzőkönyv | Alibec 3' Grigore 51' Maxim 70' |

| Hypo-Arena, Klagenfurt am Wörthersee Játékvezető: Glenn Nyberg (svéd) |

| 2020. szeptember 7. 20:45 (19:45 UTC+1) |

| Észak-Írország | 1–5               | Norvégia                                      |
| -------------- | ----------------- | --------------------------------------------- |
| McNair 6'      | (1–3) Jegyzőkönyv | Elyounoussi 2' Haaland 7, 58' Sørloth 19, 47' |

| National Football Stadium, Belfast Játékvezető: Bartosz Frankowski (lengyel) |

| 2020. október 11. 18:00 |

| Norvégia                        | 4–0               | Románia |
| ------------------------------- | ----------------- | ------- |
| Haaland 13' 64' 74' Sørloth 39' | (2–0) Jegyzőkönyv |         |

| Ullevaal Stadion, Oslo Játékvezető: Ivan Kružliak (szlovák) |

| 2020. október 11. 20:45 (19:45 UTC+1) |

| Észak-Írország | 0–1               | Ausztria        |
| -------------- | ----------------- | --------------- |
|                | (0–1) Jegyzőkönyv | Gregoritsch 42' |

| Windsor Park, Belfast Játékvezető: Petr Ardeleánu (cseh) |

| 2020. október 14. 20:45 |

| Norvégia           | 1–0               | Észak-Írország |
| ------------------ | ----------------- | -------------- |
| Dallas 68' (öngól) | (0–0) Jegyzőkönyv |                |

| Ullevaal Stadion, Oslo Játékvezető: Kristo Tohver (észt) |

| 2020. október 14. 20:45 (21:45 UTC+3) |

| Románia | 0–1               | Ausztria   |
| ------- | ----------------- | ---------- |
|         | (0–0) Jegyzőkönyv | Schöpf 76' |

| Ilie Oană Stadium, Ploiești Játékvezető: Daniel Stefański (lengyel) |

| 2020. november 15. 20:45 |

| Ausztria             | 2–1               | Észak-Írország |
| -------------------- | ----------------- | -------------- |
| Schaub 81' Grbić 87' | (0–0) Jegyzőkönyv | Magennis 75'   |

| Ernst Happel Stadion, Bécs Játékvezető: Maurizio Mariani (olasz) |

| 2020. november 15. 20:45 (21:45 UTC+2) |

| Románia | 3–0 (megállapított) | Norvégia |
| ------- | ------------------- | -------- |
|         | Jegyzőkönyv         |          |

| Nemzeti Stadion, Bukarest Játékvezető: Ali Palabıyık (török) |

| 2020. november 18. 20:45 |

| Ausztria    | 1–1               | Norvégia  |
| ----------- | ----------------- | --------- |
| Grbić 90+4' | (0–0) Jegyzőkönyv | Zahid 61' |

| Ernst Happel Stadion, Bécs Játékvezető: Benoît Bastien (francia) |

| 2020. november 18. 20:45 (19:45 UTC±0) |

| Észak-Írország | 1–1               | Románia      |
| -------------- | ----------------- | ------------ |
| Boyce 56'      | (0–0) Jegyzőkönyv | Bicfalvi 81' |

| Windsor Park, Belfast Játékvezető: Sandro Schärer (svájci) |

### 2. csoport
| Hely. | Csapat     | M | Gy | D | V | G+ | G– | Gk | P  | Feljutás vagy kiesés  |     | Csehország | Skócia | Izrael | Szlovákia |
| ----- | ---------- | - | -- | - | - | -- | -- | -- | -- | --------------------- | --- | ---------- | ------ | ------ | --------- |
| 1.    | Csehország | 6 | 4  | 0 | 2 | 9  | 5  | +4 | 12 | Feljutott az A ligába |     | —          | 1–2    | 1–0    | 2–0       |
| 2.    | Skócia     | 6 | 3  | 1 | 2 | 5  | 4  | +1 | 10 |                       |     | 1–0        | —      | 1–1    | 1–0       |
| 3.    | Izrael     | 6 | 2  | 2 | 2 | 7  | 7  | 0  | 8  |                       | 1–2 | 1–0        | —      | 1–1    |           |
| 4.    | Szlovákia  | 6 | 1  | 1 | 4 | 5  | 10 | −5 | 4  | Kiesett a C ligába    |     | 1–3        | 1–0    | 2–3    | —         |

| 2020. szeptember 4. 20:45 (19:45 UTC+1) |

| Skócia                  | 1–1               | Izrael     |
| ----------------------- | ----------------- | ---------- |
| Christie 45' (11-esből) | (1–0) Jegyzőkönyv | Zahavi 73' |

| Hampden Park, Glasgow Játékvezető: Slavko Vinčić (szlovén) |

| 2020. szeptember 4. 20:45 |

| Szlovákia   | 1–3               | Csehország                                    |
| ----------- | ----------------- | --------------------------------------------- |
| Schranz 88' | (0–0) Jegyzőkönyv | Coufal 48' Dočkal 53' (11-esből) Krmenčík 86' |

| Národný futbalový štadión, Pozsony Játékvezető: Andris Treimanis (lett) |

| 2020. szeptember 7. 20:45 |

| Csehország | 1–2               | Skócia                            |
| ---------- | ----------------- | --------------------------------- |
| Pešek 12'  | (1–1) Jegyzőkönyv | Dykes 27' Christie 52' (11-esből) |

| Andrův stadium, Olomouc Játékvezető: Serdar Gözübüyük (holland) |

| 2020. szeptember 7. 20:45 (21:45 UTC+3) |

| Izrael        | 1–1               | Szlovákia |
| ------------- | ----------------- | --------- |
| Elmkies 90+1' | (0–1) Jegyzőkönyv | Ďuriš 14' |

| Netanya Stadium, Netánja Játékvezető: Nikola Dabanović (montenegrói) |

| 2020. október 11. 20:45 (21:45 UTC+3) |

| Izrael     | 1–2               | Csehország                      |
| ---------- | ----------------- | ------------------------------- |
| Zahavi 56' | (0–1) Jegyzőkönyv | Abu Hanna 14' (öngól) Vydra 48' |

| Sammy Ofer Stadion, Haifa Játékvezető: Tiago Martins (portugál) |

| 2020. október 11. 20:45 (19:45 UTC+1) |

| Skócia    | 1–0               | Szlovákia |
| --------- | ----------------- | --------- |
| Dykes 54' | (0–0) Jegyzőkönyv |           |

| Hampden Park, Glasgow Játékvezető: Davide Massa (olasz) |

| 2020. október 14. 20:45 (19:45 UTC+1) |

| Skócia    | 1–0               | Csehország |
| --------- | ----------------- | ---------- |
| Fraser 6' | (1–0) Jegyzőkönyv |            |

| Hampden Park, Glasgow Játékvezető: Felix Zwayer (német) |

| 2020. október 14. 20:45 |

| Szlovákia          | 2–3               | Izrael             |
| ------------------ | ----------------- | ------------------ |
| Hamšík 16' Mak 38' | (2–0) Jegyzőkönyv | Zahavi 68' 76' 89' |

| Anton Malatinský Stadion, Nagyszombat Játékvezető: Alejandro Hernández (spanyol) |

| 2020. november 15. 15:00 |

| Szlovákia  | 1–0               | Skócia |
| ---------- | ----------------- | ------ |
| Greguš 32' | (1–0) Jegyzőkönyv |        |

| Anton Malatinský Stadium, Nagyszombat Játékvezető: Kovács István (román) |

| 2020. november 15. 20:45 |

| Csehország | 1–0               | Izrael |
| ---------- | ----------------- | ------ |
| Darida 7'  | (1–0) Jegyzőkönyv |        |

| Doosan Arena, Plzeň Játékvezető: Srđan Jovanović (szerb) |

| 2020. november 18. 20:45 |

| Csehország              | 2–0               | Szlovákia |
| ----------------------- | ----------------- | --------- |
| Souček 17' Ondrášek 55' | (1–0) Jegyzőkönyv |           |

| Doosan Arena, Plzeň Játékvezető: Cüneyt Çakır (török) |

| 2020. november 18. 20:45 (21:45 UTC+2) |

| Izrael      | 1–0               | Skócia |
| ----------- | ----------------- | ------ |
| Solomon 44' | (1–0) Jegyzőkönyv |        |

| Netanya Stadium, Netánja Játékvezető: Paweł Raczkowski (lengyel) |

### 3. csoport
| Hely. | Csapat       | M | Gy | D | V | G+ | G– | Gk | P  | Feljutás vagy kiesés  |     | Magyarország | Oroszország | Szerbia | Törökország |
| ----- | ------------ | - | -- | - | - | -- | -- | -- | -- | --------------------- | --- | ------------ | ----------- | ------- | ----------- |
| 1.    | Magyarország | 6 | 3  | 2 | 1 | 7  | 4  | +3 | 11 | Feljutott az A ligába |     | —            | 2–3         | 1–1     | 2–0         |
| 2.    | Oroszország  | 6 | 2  | 2 | 2 | 9  | 12 | −3 | 8  |                       |     | 0–0          | —           | 3–1     | 1–1         |
| 3.    | Szerbia      | 6 | 1  | 3 | 2 | 9  | 7  | +2 | 6  |                       | 0–1 | 5–0          | —           | 0–0     |             |
| 4.    | Törökország  | 6 | 1  | 3 | 2 | 6  | 8  | −2 | 6  | Kiesett a C ligába    |     | 0–1          | 3–2         | 2–2     | —           |

| 2020. szeptember 3. 20:45 (21:45 UTC+3) |

| Oroszország                             | 3–1               | Szerbia         |
| --------------------------------------- | ----------------- | --------------- |
| Dzjuba 49' (11-esből) 82' Karavajev 70' | (0–0) Jegyzőkönyv | A. Mitrović 79' |

| VTB Aréna, Moszkva Játékvezető: William Collum (skót) |

| 2020. szeptember 3. 20:45 (21:45 UTC+3) |

| Törökország | 0–1                         | Magyarország   |
| ----------- | --------------------------- | -------------- |
|             | (0–0) Jegyzőkönyv Részletek | Szoboszlai 81' |

| Yeni 4 Eylül Stadion, Sivas Játékvezető: Artur Soares Dias (portugál) |

| 2020. szeptember 6. 18:00 |

| Magyarország            | 2–3                         | Oroszország                             |
| ----------------------- | --------------------------- | --------------------------------------- |
| Sallai 62' Nikolics 70' | (0–2) Jegyzőkönyv Részletek | Mirancsuk 15' Ozdojev 34' Fernandes 46' |

| Puskás Aréna, Budapest Játékvezető: Maurizio Mariani (olasz) |

| 2020. szeptember 6. 20:45 |

| Szerbia | 0–0         | Törökország |
| ------- | ----------- | ----------- |
|         | Jegyzőkönyv |             |

| Rajko Mitić Stadion, Belgrád Játékvezető: Alekszej Kurbakov (fehérorosz) |

| 2020. október 11. 20:45 (21:45 UTC+3) |

| Oroszország   | 1–1               | Törökország |
| ------------- | ----------------- | ----------- |
| Mirancsuk 28' | (1–0) Jegyzőkönyv | Karaman 62' |

| VTB Aréna, Moszkva Játékvezető: Matej Jug (szlovén) |

| 2020. október 11. 20:45 |

| Szerbia | 0–1                         | Magyarország |
| ------- | --------------------------- | ------------ |
|         | (0–1) Jegyzőkönyv Részletek | Könyves 20'  |

| Rajko Mitić Stadion, Belgrád Játékvezető: Sandro Schärer (svájci) |

| 2020. október 14. 20:45 (21:45 UTC+3) |

| Oroszország | 0–0                   | Magyarország |
| ----------- | --------------------- | ------------ |
|             | Jegyzőkönyv Részletek |              |

| VTB Aréna, Moszkva Játékvezető: Michael Oliver (angol) |

| 2020. október 14. 20:45 (21:45 UTC+3) |

| Törökország              | 2–2               | Szerbia                                         |
| ------------------------ | ----------------- | ----------------------------------------------- |
| Çalhanoğlu 57' Tufan 76' | (0–1) Jegyzőkönyv | Milinković-Savić 22' A. Mitrović 49' (11-esből) |

| Türk Telekom Arena, Isztambul Játékvezető: Georgi Kabakov (bolgár) |

| 2020. november 15. 18:00 (20:00 UTC+3) |

| Törökország                                | 3–2               | Oroszország               |
| ------------------------------------------ | ----------------- | ------------------------- |
| Karaman 26' Ünder 32' Tosun 52' (11-esből) | (2–1) Jegyzőkönyv | Cserisev 11' Kuzjajev 57' |

| Şükrü Saracoğlu Stadion, Isztambul Játékvezető: Szymon Marciniak (lengyel) |

| 2020. november 15. 20:45 |

| Magyarország | 1–1               | Szerbia      |
| ------------ | ----------------- | ------------ |
| Kalmár 39'   | (1–1) Jegyzőkönyv | Radonjić 17' |

| Puskás Aréna, Budapest Játékvezető: Glenn Nyberg (svéd) |

| 2020. november 18. 20:45 |

| Magyarország          | 2–0                         | Törökország |
| --------------------- | --------------------------- | ----------- |
| Sigér 57' Varga 90+5' | (0–0) Jegyzőkönyv Részletek |             |

| Puskás Aréna, Budapest Játékvezető: Ivan Kružliak (szlovák) |

| 2020. november 18. 20:45 |

| Szerbia                                                  | 5–0               | Oroszország |
| -------------------------------------------------------- | ----------------- | ----------- |
| Radonjić 10' Jovic 25' 45+1' Vlahovic 41' Mladenovic 64' | (4–0) Jegyzőkönyv |             |

| Rajko Mitić Stadion, Belgrád Játékvezető: Anthony Taylor (angol) |

### 4. csoport
| Hely. | Csapat     | M | Gy | D | V | G+ | G– | Gk | P  | Feljutás vagy kiesés  |     | Wales | Finnország | Írország | Bulgária |
| ----- | ---------- | - | -- | - | - | -- | -- | -- | -- | --------------------- | --- | ----- | ---------- | -------- | -------- |
| 1.    | Wales      | 6 | 5  | 1 | 0 | 7  | 1  | +6 | 16 | Feljutott az A ligába |     | —     | 3–1        | 1–0      | 1–0      |
| 2.    | Finnország | 6 | 4  | 0 | 2 | 7  | 5  | +2 | 12 |                       |     | 0–1   | —          | 1–0      | 2–0      |
| 3.    | Írország   | 6 | 0  | 3 | 3 | 1  | 4  | −3 | 3  |                       | 0–0 | 0–1   | —          | 0–0      |          |
| 4.    | Bulgária   | 6 | 0  | 2 | 4 | 2  | 7  | −5 | 2  | Kiesett a C ligába    |     | 0–1   | 1–2        | 1–1      | —        |

| 2020. szeptember 3. 20:45 (21:45 UTC+3) |

| Bulgária  | 1–1               | Írország    |
| --------- | ----------------- | ----------- |
| Kraev 56' | (0–0) Jegyzőkönyv | Duffy 90+3' |

| Vaszil Levszki Nemzeti Stadion, Szófia Játékvezető: Manuel Schüttengruber (osztrák) |

| 2020. szeptember 3. 20:45 (21:45 UTC+3) |

| Finnország | 0–1               | Wales     |
| ---------- | ----------------- | --------- |
|            | (0–0) Jegyzőkönyv | Moore 80' |

| Helsingin Olympiastadion, Helsinki Játékvezető: Daniel Siebert (német) |

| 2020. szeptember 6. 15:00 (14:00 UTC+1) |

| Wales          | 1–0               | Bulgária |
| -------------- | ----------------- | -------- |
| Williams 90+4' | (0–0) Jegyzőkönyv |          |

| Cardiff City Stadion, Cardiff Játékvezető: Fábio Veríssimo (portugál) |

| 2020. szeptember 6. 18:00 (17:00 UTC+1) |

| Írország | 0–1               | Finnország |
| -------- | ----------------- | ---------- |
|          | (0–0) Jegyzőkönyv | Jensen 64' |

| Dublin Arena, Dublin Játékvezető: Fabio Maresca (olasz) |

| 2020. október 11. 15:00 (14:00 UTC+1) |

| Írország | 0–0         | Wales |
| -------- | ----------- | ----- |
|          | Jegyzőkönyv |       |

| Aviva Stadion, Dublin Játékvezető: Anasztásziosz Szidirópulosz (görög) |

| 2020. október 11. 18:00 (19:00 UTC+3) |

| Finnország            | 2–0               | Bulgária |
| --------------------- | ----------------- | -------- |
| Taylor 52' Jensen 67' | (0–0) Jegyzőkönyv |          |

| Olimpiai Stadion, Helsinki Játékvezető: Erik Lambrechts (belga) |

| 2020. október 14. 18:00 (19:00 UTC+3) |

| Finnország | 1–0               | Írország |
| ---------- | ----------------- | -------- |
| Jensen 66' | (0–0) Jegyzőkönyv |          |

| Olimpiai Stadion, Helsinki Játékvezető: Lionel Tschudi (svájci) |

| 2020. október 14. 20:45 (21:45 UTC+3) |

| Bulgária | 0–1               | Wales           |
| -------- | ----------------- | --------------- |
|          | (0–0) Jegyzőkönyv | J. Williams 85' |

| Vaszil Levszki Nemzeti Stadion, Szófia Játékvezető: Aliyar Aghayev (azeri) |

| 2020. november 15. 18:00 (19:00 UTC+2) |

| Bulgária             | 1–2               | Finnország         |
| -------------------- | ----------------- | ------------------ |
| Iliev 68' (11-esből) | (0–2) Jegyzőkönyv | Pukki 7' Lod 45+1' |

| Vaszil Levszki Nemzeti Stadion, Szófia Játékvezető: Donatas Rumšas (litván) |

| 2020. november 15. 18:00 (17:00 UTC±0) |

| Wales      | 1–0               | Írország |
| ---------- | ----------------- | -------- |
| Brooks 67' | (0–0) Jegyzőkönyv |          |

| Cardiff City Stadion, Cardiff Játékvezető: Petr Ardeleánu (cseh) |

| 2020. november 18. 20:45 (19:45 UTC±0) |

| Írország | 0–0         | Bulgária |
| -------- | ----------- | -------- |
|          | Jegyzőkönyv |          |

| Aviva Stadion, Dublin Játékvezető: Lawrence Visser (belga) |

| 2020. november 18. 20:45 (19:45 UTC±0) |

| Wales                          | 3–1               | Finnország |
| ------------------------------ | ----------------- | ---------- |
| Wilson 29' James 46' Moore 84' | (1–0) Jegyzőkönyv | Pukki 63'  |

| Cardiff City Stadion, Cardiff Játékvezető: Jesús Gil Manzano (spanyol) |

## Összesített rangsor
A B liga 16 csapata az UEFA Nemzetek Ligája 17–32. helyezéseit kapta, a következő szabályok alapján:
- A csoportok első helyezettjei a 17–20. helyezéseket kapták, a csoportban elért eredményeik alapján.
- A csoportok második helyezettjei a 21–24. helyezéseket kapták, a csoportban elért eredményeik alapján.
- A csoportok harmadik helyezettjei a 25–28. helyezéseket kapták, a csoportban elért eredményeik alapján.
- A csoportok negyedik helyezettjei a 29–32. helyezéseket kapták, a csoportban elért eredményeik alapján.

| Hely. | Cs | Csapat         | M | Gy | D | V | G+ | G– | Gk | P  |
| ----- | -- | -------------- | - | -- | - | - | -- | -- | -- | -- |
| 17.   | B4 | Wales          | 6 | 5  | 1 | 0 | 7  | 1  | +6 | 16 |
| 18.   | B1 | Ausztria       | 6 | 4  | 1 | 1 | 9  | 6  | +3 | 13 |
| 19.   | B2 | Csehország     | 6 | 4  | 0 | 2 | 9  | 5  | +4 | 12 |
| 20.   | B3 | Magyarország   | 6 | 3  | 2 | 1 | 7  | 4  | +3 | 11 |
|       |    |                |   |    |   |   |    |    |    |    |
| 21.   | B4 | Finnország     | 6 | 4  | 0 | 2 | 7  | 5  | +2 | 12 |
| 22.   | B1 | Norvégia       | 6 | 3  | 1 | 2 | 12 | 7  | +5 | 10 |
| 23.   | B2 | Skócia         | 6 | 3  | 1 | 2 | 5  | 4  | +1 | 10 |
| 24.   | B3 | Oroszország    | 6 | 2  | 2 | 2 | 9  | 12 | −3 | 8  |
|       |    |                |   |    |   |   |    |    |    |    |
| 25.   | B2 | Izrael         | 6 | 2  | 2 | 2 | 7  | 7  | 0  | 8  |
| 26.   | B1 | Románia        | 6 | 2  | 2 | 2 | 8  | 9  | −1 | 8  |
| 27.   | B3 | Szerbia        | 6 | 1  | 3 | 2 | 9  | 7  | +2 | 6  |
| 28.   | B4 | Írország       | 6 | 0  | 3 | 3 | 1  | 4  | −3 | 3  |
|       |    |                |   |    |   |   |    |    |    |    |
| 29.   | B3 | Törökország    | 6 | 1  | 3 | 2 | 6  | 8  | −2 | 6  |
| 30.   | B2 | Szlovákia      | 6 | 1  | 1 | 4 | 5  | 10 | −5 | 4  |
| 31.   | B4 | Bulgária       | 6 | 0  | 2 | 4 | 2  | 7  | −5 | 2  |
| 32.   | B1 | Észak-Írország | 6 | 0  | 2 | 4 | 4  | 11 | −7 | 2  |